# Hislopia cambodgiensis
Hislopia cambodgiensis är en mossdjursart som först beskrevs av Jullien 1880.  Hislopia cambodgiensis ingår i släktet Hislopia och familjen Hislopiidae. Inga underarter finns listade i Catalogue of Life.